# Branchiomma serratibranchis
Branchiomma serratibranchis är en ringmaskart som först beskrevs av Grube 1878.  Branchiomma serratibranchis ingår i släktet Branchiomma och familjen Sabellidae.
Artens utbredningsområde är Moçambique. Inga underarter finns listade i Catalogue of Life.